# August Petri
Karl August Petri (ur. w 1878, data śmierci nieznana) – szermierz reprezentujący Cesarstwo Niemieckie, złoty medalista olimpijski.
Na olimpiadzie letniej w Atenach w 1906 roku Niemcy w składzie: Gustav Casmir, Jakob Erckrath de Bary, August Petri i Emil Schön zwyciężyli w zawodach szabli drużynowej. Był tam też między innymi piąty w szpadzie drużynowej. Na rozgrywanych dwa lata później igrzyskach olimpijskich w Londynie był piąty w szpadzie drużynowej i szabli drużynowej, w szabli indywidualnej odpadł w drugiej rundzie, a w szpadzie indywidualnej w pierwszej rundzie.
W 1911 został jednym z założycieli Niemieckiego Związku Szermierki (niem. Deutscher Fechter-Bund), zostając jego pierwszym sekretarzem. W latach 1926–1928 piastował funkcję prezydenta. 
W 1921 roku był drużynowym mistrzem kraju w szpadzie drużynowej. 